# Liste der Biografien/Gort
Liste der Biografien |
Portal Biografien |
Personensuche
# |
A |
B |
C |
D |
E |
F |
G |
H |
I |
J |
K |
L |
M |
N |
O |
P |
Q |
R |
S |
T |
U |
V |
W |
X |
Y |
Z |
?
 
Ga |
Gb |
Gc |
Gd |
Ge |
Gf |
Gh |
Gi |
Gj |
Gk |
Gl |
Gm |
Gn |
Go |
Gp |
Gq |
Gr |
Gs |
Gu |
Gv |
Gw |
Gy |
Gz
 
Goa |
Gob |
Goc |
God |
Goe |
Gof |
Gog |
Goh |
Goi |
Goj |
Gok |
Gol |
Gom |
Gon |
Goo |
Gop |
Gor |
Gos |
Got |
Gou |
Gov |
Gow |
Goy |
Goz
 
Gora |
Gorb |
Gorc |
Gord |
Gore |
Gorf |
Gorg |
Gorh |
Gori |
Gorj |
Gork |
Gorl |
Gorm |
Gorn |
Goro |
Gorp |
Gorr |
Gors |
Gort |
Goru |
Gorv |
Gory |
Gorz
Die Liste der Biografien führt alle Personen auf, die in der deutschsprachigen Wikipedia einen Artikel haben. Dieses ist eine Teilliste mit 86 Einträgen von Personen, deren Namen mit den Buchstaben „Gort“ beginnt.

## Gort

### Gorta
- Gortan, Vladimir (1904–1929), italienischer politischer Aktivist kroatischer Nationalität
- Gortani, Michele (1883–1966), italienischer Geologe und Politiker
- Gortat, Janusz (1948–2023), polnischer Boxer
- Gortat, Marcin (* 1984), polnischer Basketballspieler

### Gortc
- Gortchakoff, Constantin de (1929–2009), französischer Architekt

### Gorte
- Gortel, Agnieszka (* 1977), polnische Langstreckenläuferin
- Görtemaker, Heike B. (* 1964), deutsche HistorikerinHeike B. Görtemaker (* 1964)

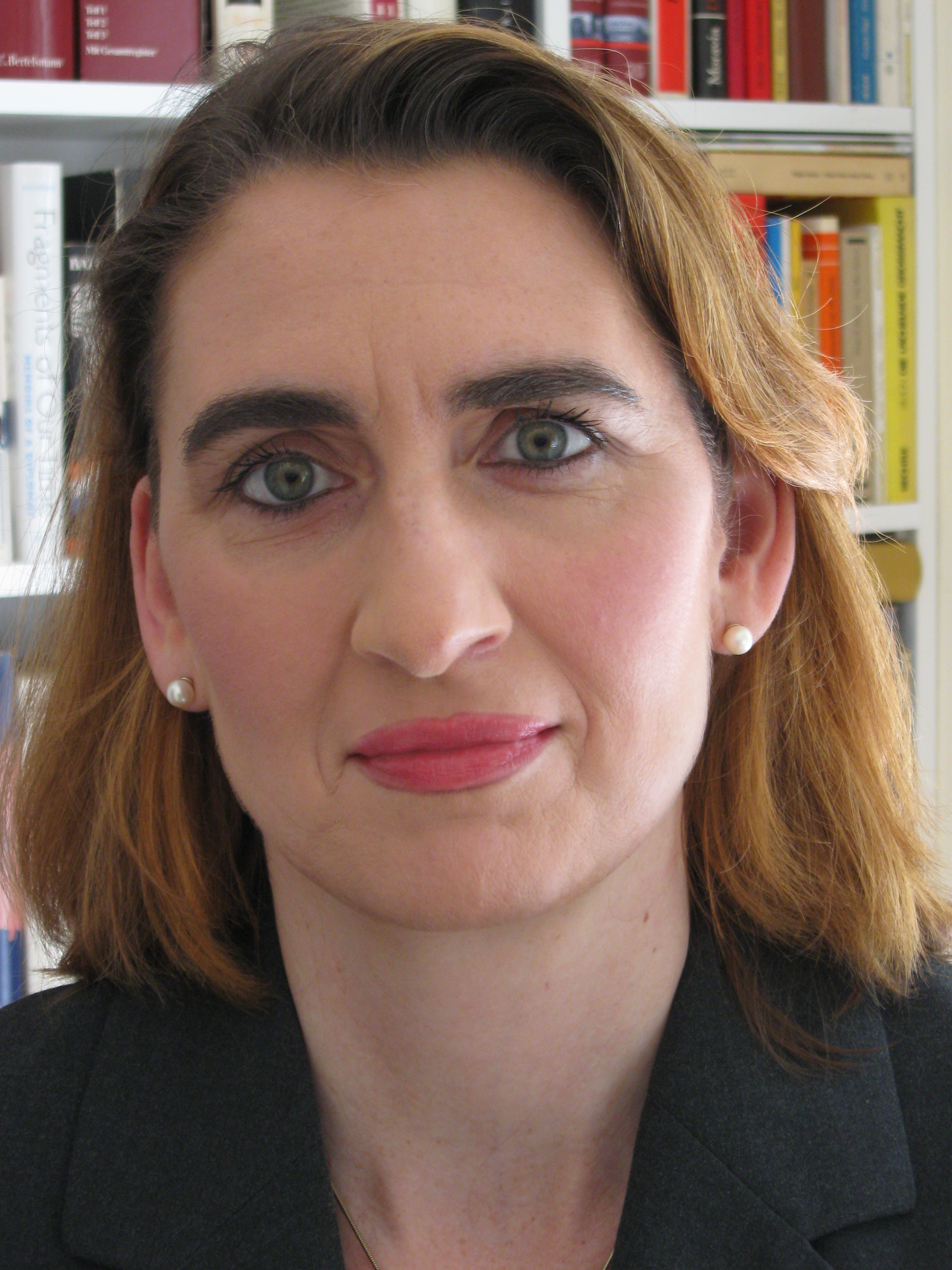
Heike B. Görtemaker (* 1964)

- Görtemaker, Manfred (* 1951), deutscher Historiker
- Gorter, Albert (1862–1936), deutscher Kapellmeister und Komponist
- Gorter, Albert (1887–1981), deutscher Verwaltungsjurist und Ministerialbeamter
- Gorter, Arjen (* 1948), niederländischer Jazzbassist
- Gorter, Arnold Marc (1866–1933), niederländischer Landschaftsmaler
- Gorter, Cornelis Jacobus (1907–1980), niederländischer Physiker
- Gorter, David de (1717–1783), niederländischer Mediziner und Botaniker
- Gorter, Herman (1864–1927), niederländischer Dichter und rätekommunistischer Theoretiker
- Gorter, Jay (* 2000), niederländischer Fußballtorwart
- Gorter, Johannes de (1689–1762), niederländischer Arzt
- Gorter, Mathew (* 1985), neuseeländischer Mountainbike- und Straßenradrennfahrer
- Gorter, Nina (1866–1922), niederländisch-deutsche Musikpädagogin
- Gorter, Richard (1875–1943), deutscher Bühnenschauspieler und -regisseur sowie Theaterleiter
- Gorter, Titia (1879–1945), niederländische Widerstandskämpferin
- Gorter, Wilhelmus (* 1963), niederländischer Fußballspieler
- Gorter, Wolfgang (1908–1989), deutscher Bergpionier und Filmemacher

### Gorti
- Gorti, Akshita (* 2002), US-amerikanische Schachspielerin
- Görtitz, Friedrich (1890–1973), deutscher Maler und Grafiker

### Gortl
- Görtler, Henry (1909–1987), deutscher Mathematiker
- Görtler, Lukas (* 1994), deutscher FußballspielerLukas Görtler (* 1994)

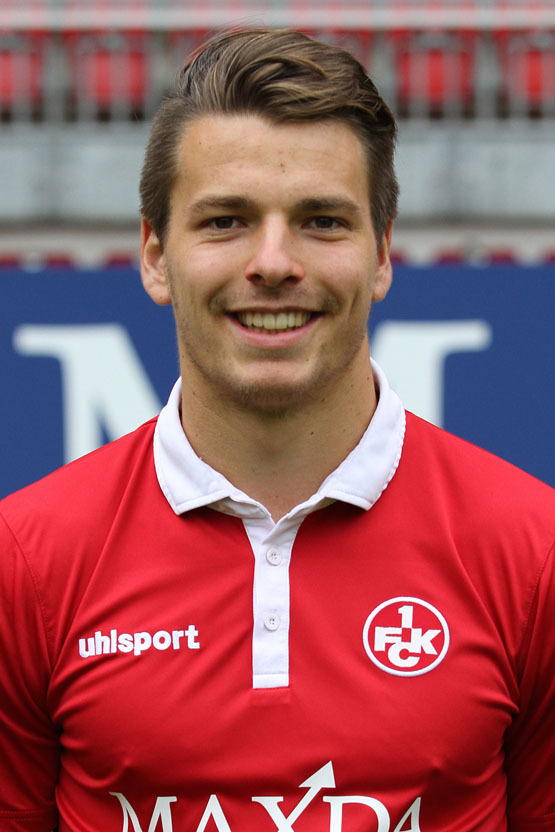
Lukas Görtler (* 1994)

- Görtler, Nicolas (* 1990), deutscher Fußballspieler

### Gortn
- Gortner, Karl (1895–1952), deutscher Politiker (NSDAP), Oberbürgermeister von Neumarkt in der Oberpfalz
- Gortner, Marjoe (* 1944), US-amerikanischer Erweckungsprediger, Hochstapler und Schauspieler
- Gortney, William E. (* 1953), US-amerikanischer Admiral; Oberbefehlshaber USNORTHCOM und NORAD

### Gorto
- Gorton, Assheton (1930–2014), britischer Filmarchitekt
- Gorton, Ferdinand (* 1952), österreichischer Forstwirt und Landesjägermeister
- Gorton, Gustava Aloisia (1863–1920), österreichische Adelige und Herrschaftsbesitzerin
- Gorton, Jeff (* 1968), US-amerikanischer Eishockeyfunktionär
- Gorton, John (1911–2002), australischer Politiker, Premierminister von Australien
- Gorton, Slade (1928–2020), US-amerikanischer Politiker
- Gorton, Wilhelm (1864–1922), österreichischer Großgrundbesitzer und Politiker, Landtagsabgeordneter
- Gorton, Wilhelm (1922–2016), österreichischer Industrieller und Politiker (ÖVP), Landtagsabgeordneter, Abgeordneter zum Nationalrat

### Gorts
- Görts, Frerich (* 1944), deutscher Staatssekretär
- Görts, Werner (* 1942), deutscher Fußballspieler
- Görtschacher, Urban, österreichischer Maler
- Görtschacher, Wolfgang (* 1960), österreichischer Literaturwissenschaftler, Herausgeber und Übersetzer
- Gortschakow, Alexander Michailowitsch (1798–1883), russischer StaatsmannAlexander Michailowitsch Gortschakow (1798–1883)

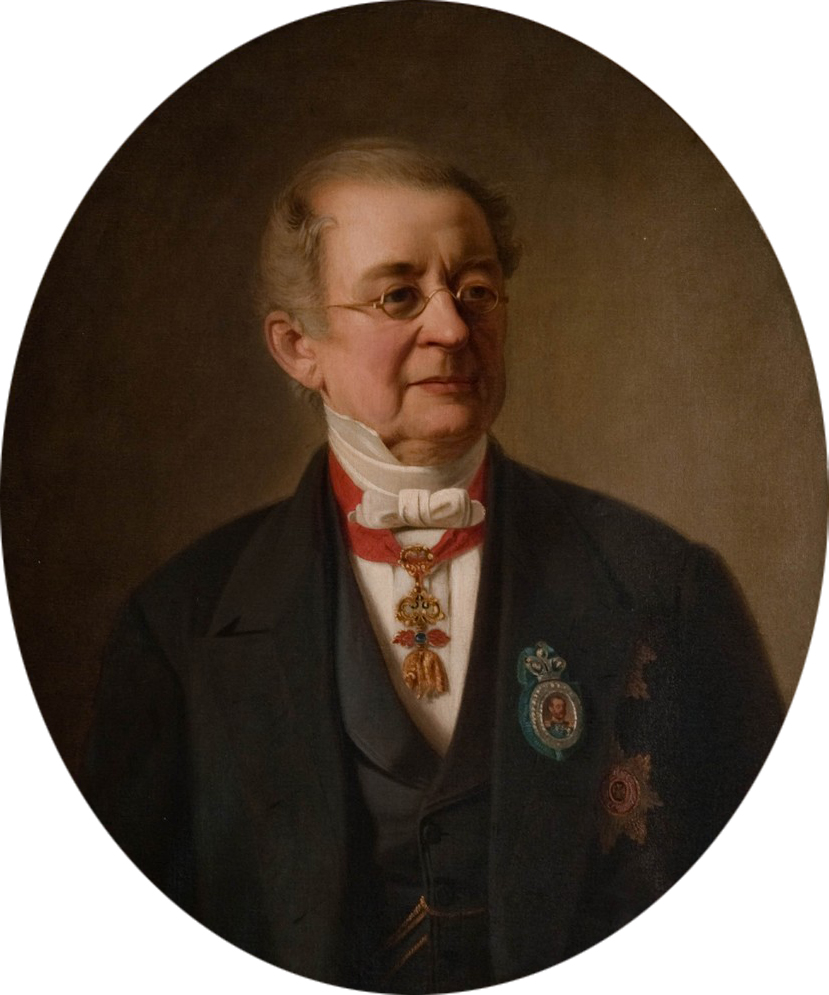
Alexander Michailowitsch Gortschakow (1798–1883)

- Gortschakow, Andrei Iwanowitsch (1779–1855), russischer General der Infanterie
- Gortschakow, Michail Dmitrijewitsch (1792–1861), Feldmarschall der russischen Armee und Oberbefehlshaber im Krimkrieg
- Gortschakow, Michail Iwanowitsch (1838–1910), russischer Erzpriester. Jurist und Hochschullehrer
- Gortschakowa, Jelena Jegorowna (1933–2002), sowjetische Speerwerferin
- Gortschakowa, Jewgenija (* 1950), russisch-deutsche Künstlerin und Kuratorin
- Gortschilin, Iwan Dmitrijewitsch (1909–1972), sowjetischer Kameramann und Kulturfunktionär

### Gortz
- Görtz, Adolf (* 1920), deutscher Schriftsteller von Kinder- und Jugendliteratur
- Görtz, Albert (* 1933), deutscher Fußballtorhüter
- Görtz, Armin (* 1959), deutscher Fußballspieler
- Görtz, August (1795–1864), Landtagsabgeordneter Großherzogtum Hessen
- Görtz, Beate (* 1969), deutsche Duathletin und Triathletin
- Görtz, Christoph (1812–1889), deutscher Jurist und Politiker (DFP), MdR
- Görtz, Claus (* 1963), deutscher Bildhauer
- Görtz, Franz Adankt Joseph von (* 1694), preußischer Landrat
- Görtz, Franz Damian (1788–1865), deutscher Verwaltungsbeamter und Bürgermeister von Trier
- Görtz, Franz Josef (1947–2017), deutscher Journalist, Redakteur und Schriftsteller
- Görtz, Georg Heinrich von († 1719), schleswig-holsteinischer PolitikerGeorg Heinrich von Görtz († 1719)

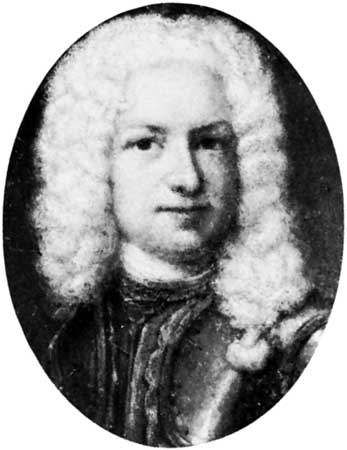
Georg Heinrich von Görtz († 1719)

- Görtz, Guido (* 1968), deutscher Politiker (CDU), MdL
- Görtz, Gustav von (1842–1903), österreichischer Generalmajor und Kämmerer
- Görtz, Heinrich (1848–1937), deutscher Jurist und Politiker (FVg), MdR
- Görtz, Heinrich Gillis (1940–2010), deutscher Maler und Grafiker
- Görtz, Heinz-Jürgen (1948–2020), deutscher römisch-katholischer Theologe
- Görtz, Henning (* 1966), deutscher Politiker (CDU)
- Görtz, Herbert (* 1955), deutscher Dirigent und Direktor der Abteilung Aachen der Hochschule für Musik und Tanz Köln
- Görtz, Hermann (1890–1947), deutscher Spion
- Görtz, Horst (* 1937), deutscher Unternehmer
- Görtz, Ignaz (1930–2018), deutscher Archivar und Heimatforscher
- Görtz, Jens (* 1957), deutscher Politiker (SPD), MdBB
- Görtz, Johann Eustach von (1737–1821), Politiker und StaatsmannJohann Eustach von Görtz (1737–1821)

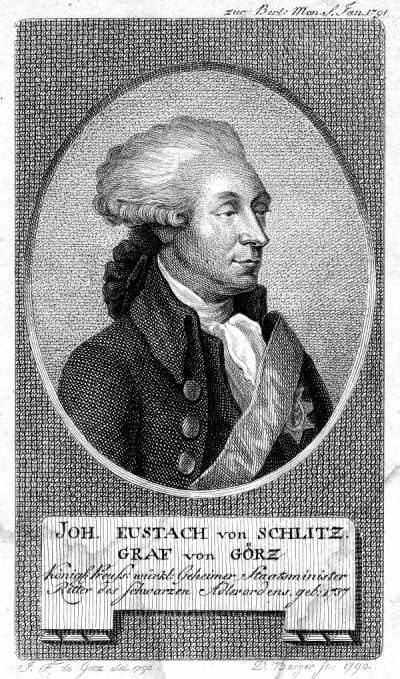
Johann Eustach von Görtz (1737–1821)

- Görtz, Karl Ferdinand von (1750–1813), preußischer Generalmajor
- Görtz, Max (* 1993), schwedischer Eishockeyspieler
- Görtz, Peter (1947–2013), deutscher Handballspieler
- Görtz, Sven (* 1967), deutscher Hörbuchsprecher, Satiriker, Autor und Singer-Songwriter
- Görtz, Thomas (* 1971), deutscher Kommunalpolitiker (CDU), Bürgermeister von Xanten
- Görtz, Ulrich (* 1973), deutscher Mathematiker
- Görtz-Wrisberg, Alfred von (1814–1868), deutscher Offizier und Politiker, 1848er-Revolutionär
- Görtz-Wrisberg, Eustach von (1856–1914), deutscher Verwaltungsbeamter, kommissarischer Landrat des Kreises Wittgenstein (1890–1891)
- Görtz-Wrisberg, Gustav von (1815–1882), deutscher Offizier
- Görtz-Wrisberg, Hermann von (1819–1889), Jurist, Finanzfachmann, Politiker und braunschweigischer Staatsminister
- Gortzak, Henk (1908–1989), niederländischer Politiker und Journalist
- Görtzen, Guido (* 1970), niederländischer Volleyballspieler
- Gortzitza, Orlando (1811–1889), deutscher Lehrer, MdHdA